# Żleb Trzynastu Progów
Żleb Trzynastu Progów – urwisty i skalisty żleb w górnej części Wąwozu Kraków w Dolinie Kościeliskiej w Tatrach Zachodnich. Stanowi górną, orograficznie prawą odnogę tego wąwozu. Znajduje się na wysokości ok. 1320–1500 m n.p.m. Wypływa z kotła Zadnie Kamienne i opada w południowo-zachodnim kierunku do Płaśni między Progi, głęboko wcinając się między ściany Wysokiego Grzbietu od południowej strony a ściany Niskiej i Wysokiej Turni od północnej strony. Nazwa żlebu pochodzi od liczby występujących na nim progów skalnych. Faktycznie doliczono się 14 progów, ale utrwalona już nazwa żlebu utrzymała się. Progi są śliskie, a niektóre z nich możliwe do pokonania tylko przy użyciu sprzętu alpinistycznego i posiadaniu odpowiednich umiejętności. Obecnie żleb jest suchy i woda spływa nim okresowo, tylko po większych opadach. Jednak gładkość jego progów wskazuje, że dawniej musiała nim spływać woda. Wskutek procesów krasowych woda z Zadniego Kamiennego spływa obecnie głęboko pod powierzchnią. Pierwszego odnotowanego przejścia dokonali N. i A. Czartoryscy, Jerzy Mitkiewicz, Jadwiga Pierzchalanka oraz A. i A. Potoccy w październiku 1944 r.
Ten rejon górnej części Wąwozu Kraków nie jest udostępniony turystycznie. Po lewej orograficznie stronie wąwozu znajdują się otwory jaskiń: Jaskini za Siedmiu Progami, Jaskini Pośredniej i Jaskini Wysokiej, tworzących jeden z największych systemów jaskiniowych Polski – Jaskinię Wysoką – Za Siedmiu Progami.